# Terminal Station (Atlanta)
Terminal Station fue la más grande de las dos principales estaciones de tren en el centro de Atlanta, siendo Union Station la otra. 

## Historia
Inaugurada en 1905, sirvió a Southern Railway, Seaboard Air Line, Central of Georgia (incluido Nancy Hanks a Savannah) y Atlanta y West Point. El arquitecto fue P. Thornton Marye, cuya firma también diseñó el Fox Theatre  y el Capital City Club en el centro de Atlanta, así como la estación terminal de Birmingham.
En la inauguración en 1905, la banda militar del 16º Regimiento de Infantería tocó "Down in Dixie", según un informe que apareció en el Atlanta Journal. El 21 de mayo de 1910, se dedicó una estatua de Samuel Spencer, quien se había desempeñado como el primer presidente de Southern Railway, donde permanecería hasta el cierre de la estación.
En su apogeo del siglo XX, fue utilizada por trenes tan conocidos de la época como Crescent, Man'o War, Nancy Hanks, Ponce de León y Silver Comet. Una verdadera encrucijada de viajes ferroviarios del sureste de Estados Unidos, fue un enlace ferroviario crítico entre el clima cálido de Florida y la costa del Golfo, y los estados bastante más fríos y densamente poblados del noreste y medio oeste. Para muchos residentes del noreste, era la puerta de entrada a la luz del sol. La Oficina de Convenciones de Atlanta publicó una postal en la década de 1920 que afirmaba que contaba con 86 trenes por día.
El cobertizo del tren que se había construido originalmente junto al edificio principal fue demolido en 1925. Southern Railway construyó un edificio de oficinas al lado de la estación en 99 Spring Street que todavía está en pie, aunque Southern finalmente trasladó sus oficinas locales a otro edificio en Atlanta. El 17 de mayo de 1938, el Terminal Hotel de cinco pisos que se había construido frente a la Terminal Station se incendió en un desastre que se cobró 27 vidas.

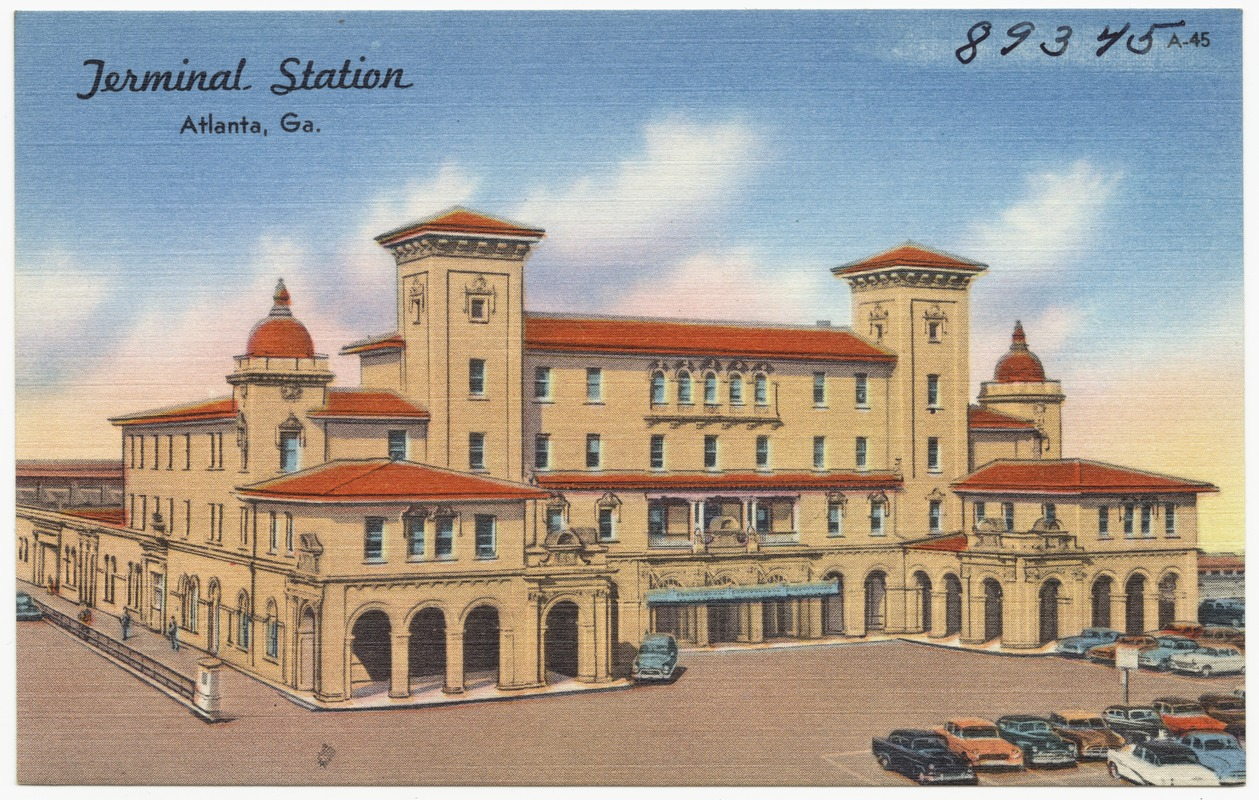
Estación terminal que muestra sus torres acortadas, c. 1949

La casa principal de la estación fue renovada en 1947 justo después de la Segunda Guerra Mundial . 
Después de que cerró en junio de 1970, Southern continuó operando sus trenes de pasajeros Southern Crescent y Piedmont utilizando la mucho más pequeña Peachtree Station, comúnmente conocida como Brookwood Station y construida como una estación suburbana, como su única parada en Atlanta. El único otro tren de pasajeros que quedaba en ese momento que había estado usando la Estación Terminal, el Nancy Hanks, usaba una taquilla improvisada y una sala de espera en el edificio de oficinas del sur de al lado.
Terminal Station fue demolida en 1972, y el edificio federal Richard B. Russell,  construido en 1979, ocupa actualmente el sitio.
Los últimos restos de la estación fueron una torre entrelazada y una parte de una de las plataformas de la estación retenida por Southern, la primera demolida en junio de 2018 y la segunda demolida en noviembre de 2019.

## Trenes principales
- Atlanta y West Point; y Ferrocarril del Sur
  - Media luna : Nueva York - Nueva Orleans
- Ferrocarril central de Georgia
  - Man O'War : Atlanta - Colón
  - Nancy Hanks : Atlanta - Sabana
  - Southland : Chicago- San Petersburgo, Sarasota y Miami
- Seaboard Air Line (Seaboard Coast Line después de 1967)
  - Flor de algodón : Nueva York - Birmingham
  - Correo de pasajeros y expreso : Washington y Portsmouth - Birmingham
  - Cometa de plata : Nueva York y Portsmouth - Birmingham
- Ferrocarril del Sur
  - Florida Sunbeam (solo en invierno): Chicago, Detroit y Cleveland - Miami
  - Especial Kansas City-Florida : Kansas City - Jacksonville
  - Neoyorquino : Nueva York - Atlanta
  - Peach Queen : Nueva York - Atlanta, con traviesas que continúan hacia el oeste hasta Shreveport en Southwestern Limited
  - Piedmont Limited : Nueva York - Atlanta
  - Ponce de León : Cincinnati - Miami y San Petersburgo
  - Palma Real : Cincinnati - Jacksonville
  - Sureño : Nueva York - Birmingham
  - Sunnyland : Atlanta - Birmingham
  - Expreso Washington-Atlanta-Nueva Orleans